# أفضل هداف دولي في العالم 2004
نال جائزة أفضل هدّاف العالم لعام 2004 اللاعب الإيراني علي دائي لاعب فريق بيروزي الإيراني بتسجيله 17 هدفاً دولياً. وذكر الاتحاد الدولي لتاريخ وإحصاءات كرة القدم التابع للفيفا عبر موقعه على شبكة المعلومات العالمية (الإنترنت)، ان هذه هي المرة الثانية التي يتوج فيها دائي ا هدافاً للعالم بعد ان توج في عام 1996 ، فيما جاء اللاعب الأرجنتيني كارلوس البرتو تيفيز الذي توج هدافاً للدورة الأولمبية الأخيرة في المرتبة الثانية بعد دائي وبفارق هدف واحد.
وضمت قائمة أفضل 10 هدافين في العالم وفقاً الاتحاد الدولي لتاريخ وإحصاءات كرة القدم بالإضافة إلى دائي وتيفيز اللاعب البحريني علاء حبيل، وهو العربي الوحيد في القائمة واحتل المرتبة الثامنة بتسجيله 13 هدفاً دولياً.
| التصنيف | لاعب            | البلد      | الإجمالي | اهدافه في المنتخب | اهدافه في الاندية | النادي                 |
| ------- | --------------- | ---------- | -------- | ----------------- | ----------------- | ---------------------- |
| 1       | علي دائي        | إيران      | 17       | 17                | 0                 | برسبوليس               |
| 2       | كارلوس تيفيز    | الأرجنتين  | 16       | 10                | 6                 | بوكا جونيورز           |
| 3       | أدريانو         | البرازيل   | 15       | 8                 | 7                 | إنتر ميلان             |
| 4       | ديديه دروغبا    | ساحل العاج | 15       | 6                 | 9                 | تشيلسي الإنجليزي       |
| 5       | جاريد بورغيتي   | المكسيك    | 14       | 10                | 4                 | سانتوس لاجونا، دورادوس |
| 6       | ديميتار برباتوف | بلغاريا    | 14       | 9                 | 5                 | باير ليفركوزن          |
| 7       | رود فان نستلروي | هولندا     | 14       | 6                 | 8                 | مانشستر يونايتد        |
| 8       | علاء حبيل       | البحرين    | 13       | 13                | 0                 | الغرافة                |
| 9       | كيفن كوراني     | ألمانيا    | 13       | 10                | 3                 | شتوتغارت               |
| 10      | لويس فابيانو    | البرازيل   | 13       | 5                 | 8                 | بورتو                  |

## مواضيع ذات صلة
- أفضل هدّاف العالم
- كرة قدم
- رياضة